# Albi (França)
Albi é uma comuna francesa do departamento do Tarn na região de Occitânia. Conta com uma população de 48858 habitantes (2009) num território de 44,26 quilômetros quadrados. Albi é apelidada de cidade vermelha (em francês:  ville rouge).
A seita dos albigenses teve origem nesta região.

## Geografia
Sede do departamento de Tarn, Albi situa-se sobre o rio Tarn, próxima às vinhas de Gaillac, do planalto cordais e da floresta de Grésigne. Fica a 80 km de Toulouse, a três horas dos Pirenéus e a duas horas do Mar Mediterrâneo.

## Comunas limítrofes
- Castres
- Toulouse
- Graulhet
- Lavaur
- Gaillac

## História
A origem do nome "Albi" é ainda campo de suposições. Poderia advir de "Alp", prefixo celta que significa local escarpado ou ópido, ou ainda de "Albius", nome de um notável que viveu em Albi na época romana, ou mesmo de "alba" (branca, em Latim) por causa dos penhascos calcários dos entornos da cidade.
Nos séculos XII e XIII, Albi foi um importante centro de disseminação do movimento cátaro. O catarismo, julgado herético pela Igreja Católica, foi violentamente reprimido com a cruzada contra os albigenses.

## Economia
Da era do carvão na bacia Carmaux-Albi ainda subsistem resquícios, como a VOA (Verrerie Ouvrière Albigeoise ou Vidraçaria Operária Albigense) e a central térmica de "Le Pélissier".
Desde os anos 1990 os braços albigenses de três universidades toulousanas (a Université de Toulouse-Le Mirail, a Université des Sciences Sociales e a Université Paul Sabatier) reagrupadas em 2002 no Centro Universitário Jean-François Champollion, assim com a escola de minas de Albi-Carmaux, favorecem a cidade situada no coração da região Occitânia. Albi é o segundo polo econômico da região, com 14 zonas de atividades.
Devemos também notar que a influência dos laboratórios farmacêuticos Pierre Fabre e dos sub-contratados da Airbus dinamizam bastante a região.

## Locais e monumentos
- Catedral Sainte-Cécile construída entre os séculos XIII e XVI
- Palácio e jardins de Berbie
- Museu de cera
- Ponte Velha (construída em cerca de 1035)
- Casas Típicas
- Hotel Reynès
- Farmácia dos penitentes
- Ruas pitorescas de Albi velha, praticamente intactas desde a Idade Média
- Museus de Toulouse Lautrec e Lapérouse
- Clausura Saint Salvy
- As gabarres (barcos de fundo chato que permitem a navegação no rio Tarn)
- Igreja de Sainte Madeleine

## Educação
- École nationale supérieure des mines d'Albi-Carmaux
- Institut national universitaire Jean-François Champollion

## Personalidades ligadas à comuna
- Romain Mesnil, medalha de prata em 2006
- Jean-François de La Pérouse, navegador e explorador
- Georges Pompidou, presidente da França de 1969 a 1974 frequentou a escola em Albi
- Jean Jaurès, professor de filosofia de 1881 a 1883 no Liceu Lapérouse
- Henri de Toulouse-Lautrec, ilustre pintor francês
- Pierre Louis Marie Galibert, missionário franciscano e bispo no Brasil.

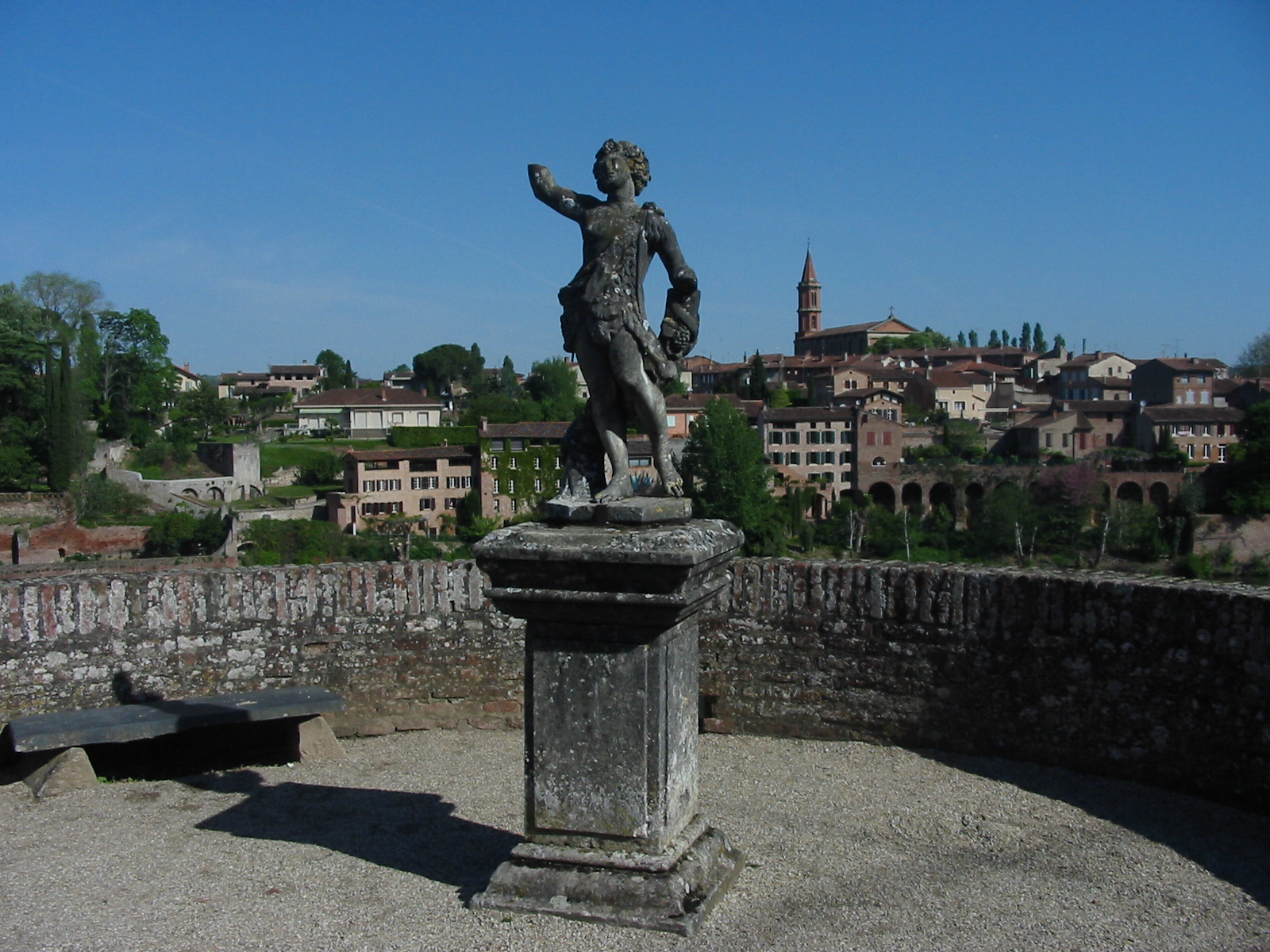
Estátua no palácio de Berbie, em Albi
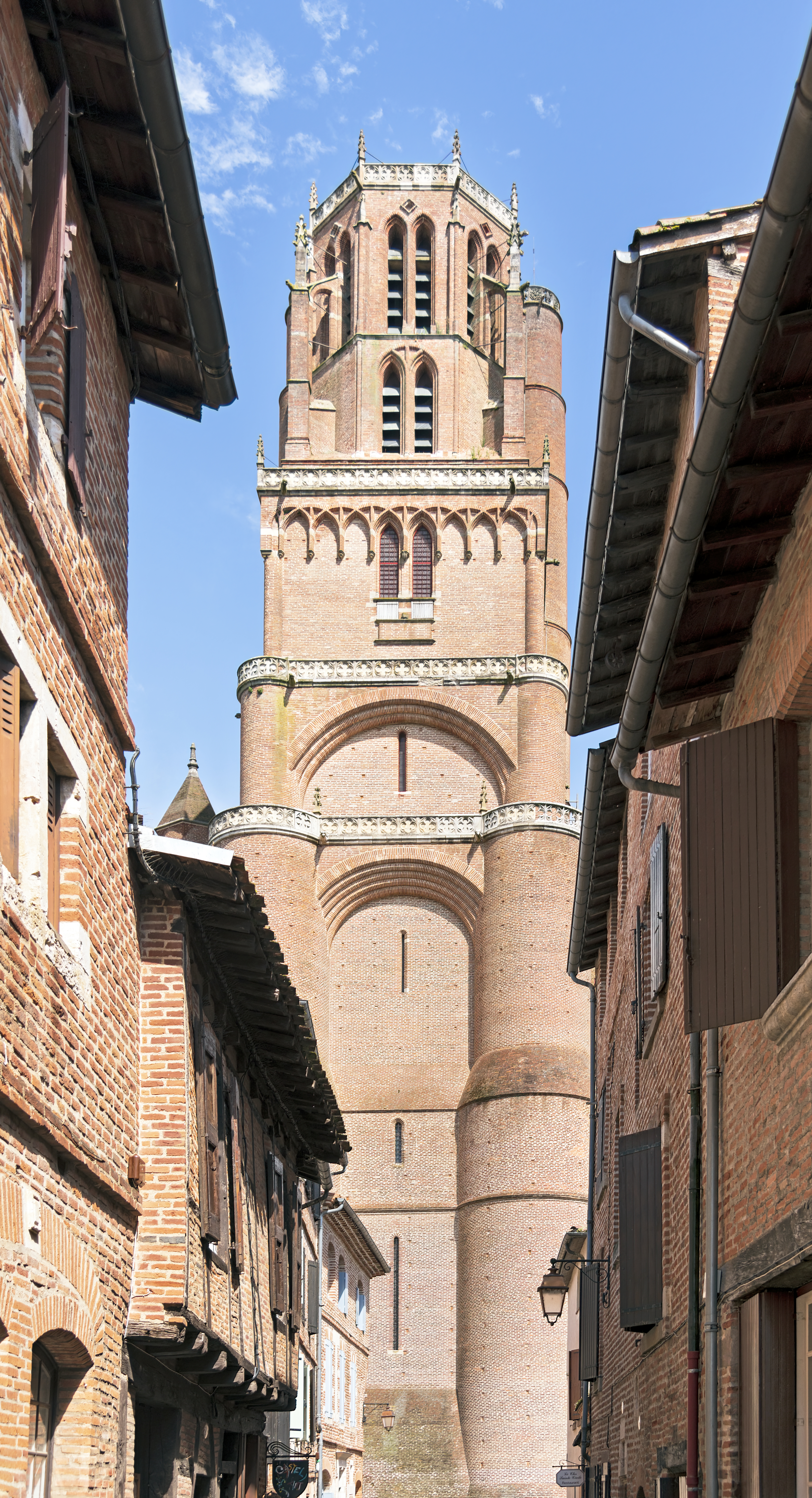
Sinos da catedral de Sainte-Cécile d'Albi
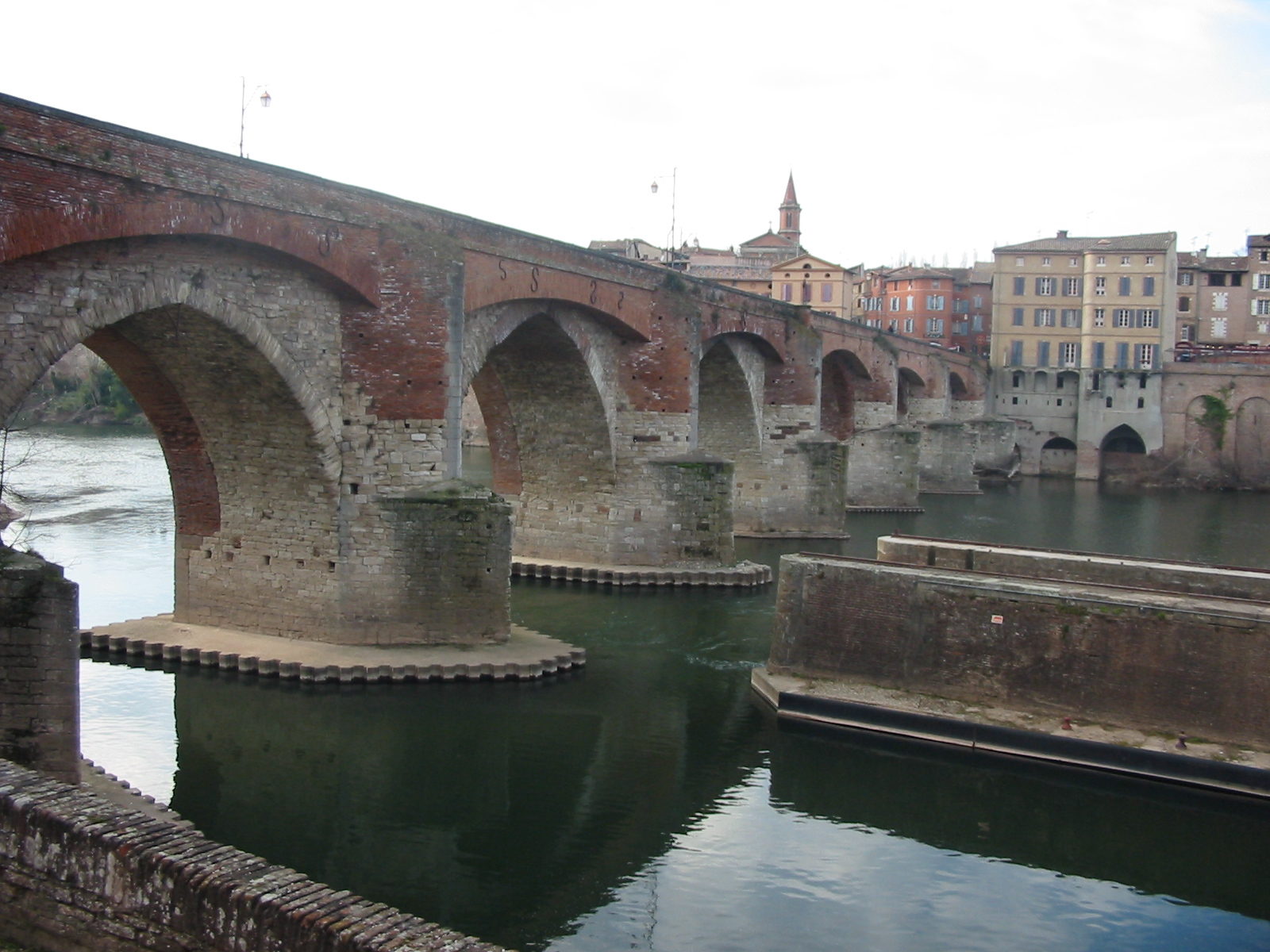
Ponte Velha
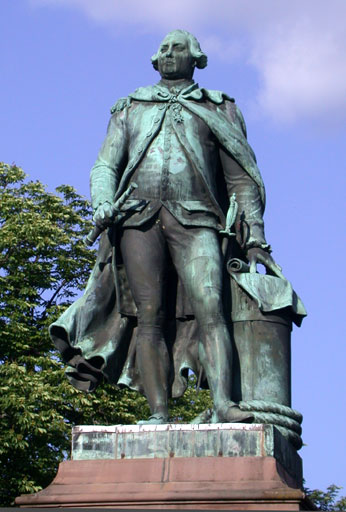
Estátua de Jean François Galaup, Conde de Lapérouse